# MPB4
MPB4 o MPB-4 è il nome di uno dei più longevi gruppi musicali brasiliani, tuttora in attività.

## Storia
Fondata a Niteroi nei primi anni Sessanta, la band era composta da quattro elementi che per molto tempo non vennero sostituiti, stabilendo così un record in Brasile: Miltinho (Milton Lima dos Santos Filho, nato a Campos dos Goytacazes, RJ, il 18 ottobre 1943), Slim (Antônio José Waghabi Filho, nato a Itaocara, RJ, il 14 novembre 1943, e morto a San Paolo l'8 agosto 2012), Aquiles (Aquiles Rique Reis, nato a Niterói, RJ, il 22 maggio 1948) e Ruy Alexandre Faria (il fondatore, nato a Cambuci, RJ, il 31 luglio 1937, e morto l'11 gennaio 2018).
Nel 2004, Faria lasciò il quartetto dopo alcuni contrasti con Miltinho, e venne sostituito da Dalmo Medeiros, già membro del gruppo Céu da Boca. Nel 2012 morì Slim: gli subentrò Paulo Malaguti, anche lui ex componente dei Céu da Boca.
La band ha sempre praticato come generi samba e MPB, da cui ha preso il nome, con un repertorio che comprende anche brani composti da altre personalità della musica brasiliana, come Noel Rosa, Milton Nascimento, João Bosco, Paulo César Pinheiro, Aldir Blanc, Vinicius de Moraes, Tom Jobim e Chico Buarque. Un pezzo di quest'ultimo, Partido Alto, è sicuramente quello che ha contribuito alla consacrazione dei MPB4.

## Discografia
- "Samba bem" (1964) Sarau Compacto duplo
- "Samba lamento/São Salvador" (1965) Elenco Compacto simples
- "MPB4" (1966) Elenco LP
- "MPB-4" (1967) Elenco LP
- "MPB-4" (1968) Elenco LP
- "Deixa estar" (1970) Elenco/Philips LP/CD/Digital
- "De palavra em palavra" (1971) Elenco/Phonogram LP
- "Cicatrizes" (1972) Phonogram LP/CD/Digital
- "Antologia do samba" (1974) Phonogram LP/CD/Digital
- "Palhaços & Reis" (1974) Phonogram LP/Digital
- "10 anos depois" (1975) Phonogram LP/CD/Digital
- "Canto dos homens" (1976) Phonogram LP/CD/Digital
- "Antologia do samba nº 2" (1977) Phonogram LP
- "Cobra de vidro" (1978) Phonogram LP/Digital
- "Bons tempos, hein?!" (1979) PolyGram LP/CD/Digital
- "Vira virou" (1980) Ariola LP/CD/Digital
- "Flicts-Ziraldo e Sérgio Ricardo" (1980) LP
- "Adivinha o que é?" (1981) Ariola LP/CD/Digital
- "Tempo tempo" (1981) Ariola LP
- "Caminhos livres" (1983) Ariola LP/Digital
- "4 Coringas" (1984) Barclay LP
- "Feitiço carioca-do MPB-4 para Noel Rosa" (1987) Continental LP/CD
- "Ao vivo-do show Amigo é pra essas coisas" (1989) Som Livre LP/CD/Digital
- "Sambas da minha terra" (1991) Som Livre CD/Digital
- "Encontro marcado-MPB-4 canta Milton Nascimento" (1993) PolyGram CD
- "Arte de cantar-MPB-4 ao vivo" (1995) Som Livre CD/Digital
- "Bate-boca-Quarteto em Cy e MPB-4" (1997) PolyGram CD
- "Somos todos iguais-Quarteto em Cy e MPB-4" (1998) PolyGram CD
- "Melhores momentos - Ao Vivo" (1999) CID CD
- "Vinícius-A arte do encontro. MPB-4 e Quarteto em Cy" (2000) Som Livre CD
- "MPB-4 e a nova música brasileira" (2000) Abril Music CD/Digital
- "MPB-4 40 anos ao vivo" (2007) Emi Music CD/Digital
- "MPB-4 40 anos ao vivo" (2007) Emi Music DVD
- "Toquinho e MPB-4 - 40 anos de música" (2008) Biscoito Fino CD/Digital
- "Toquinho e MPB-4 - 40 anos de música" (2009) Biscoito Fino DVD
- "MPB4 - Programa Ensaio 1973" (2010) Biscoito Fino DVD
- "Contigo Aprendi" (2012) Biscoito Fino CD/Digital
- "Adivinha o que é?" (2014) Universal Music DVD
- Três Tons de MPB4 (Caixa com 10 Anos Depois, Canto dos Homens e Vira Virou) (2015) Universal Music CD/Digital
- "O Sonho, a Vida, a Roda Viva!" (2016) Selo Sesc CD/Digital
- "O Sonho, a Vida, a Roda Viva! Ao Vivo” (2017) MP,B / Som Livre CD/Digital
- "O Sonho, a Vida, a Roda Viva! Ao Vivo” (2017) MP,B / Som Livre DVD
- "Barra Pesada" (2019) (Caixa com 5 CDs com registros ao vivo inéditos de shows nos anos 70) (2019) Discobertas CD/Digital